# Собек
Собек або Собексан (кор.: хангиль: 소백산맥, ханча: 小白山脈) — гірський хребет у Південній Кореї, південно-західна гілка Східнокорейських гір. Головний вододіл Південної Кореї.
Протяжність хребта становить близько 300 км, максимальна висота — 1594 м. З півдня до хребта примикає масив Чирісан (1915 м). Собек складений переважно гранітами, гнейсами, кварцитами . Має гострі гребені та круті схили. На хребті розташовані родовища золота (Кімчхон) та молібдену (Чансу). На схилах виростають широколистяні (дуб, ясен) і змішані (з домішкою ялини, сосни) ліси ; у південній частині — вічнозелені ліси.